# Броніслав Скібнєвський
Броніслав Скібнєвський із герба Слєповрон (нар. 23 травня 1830, Вовківці на Поділлі — 27 червня 1904, Баличі поблизу Перемишля) — син Віктора Скібнєвського та Антоніни Залеських, поміщик, власник маєтку в Баличі, фінансист, віце-президент сільськогосподарського банку у Львові, батько Олександра, Стефана Леона та Маріуша.

## Життєпис

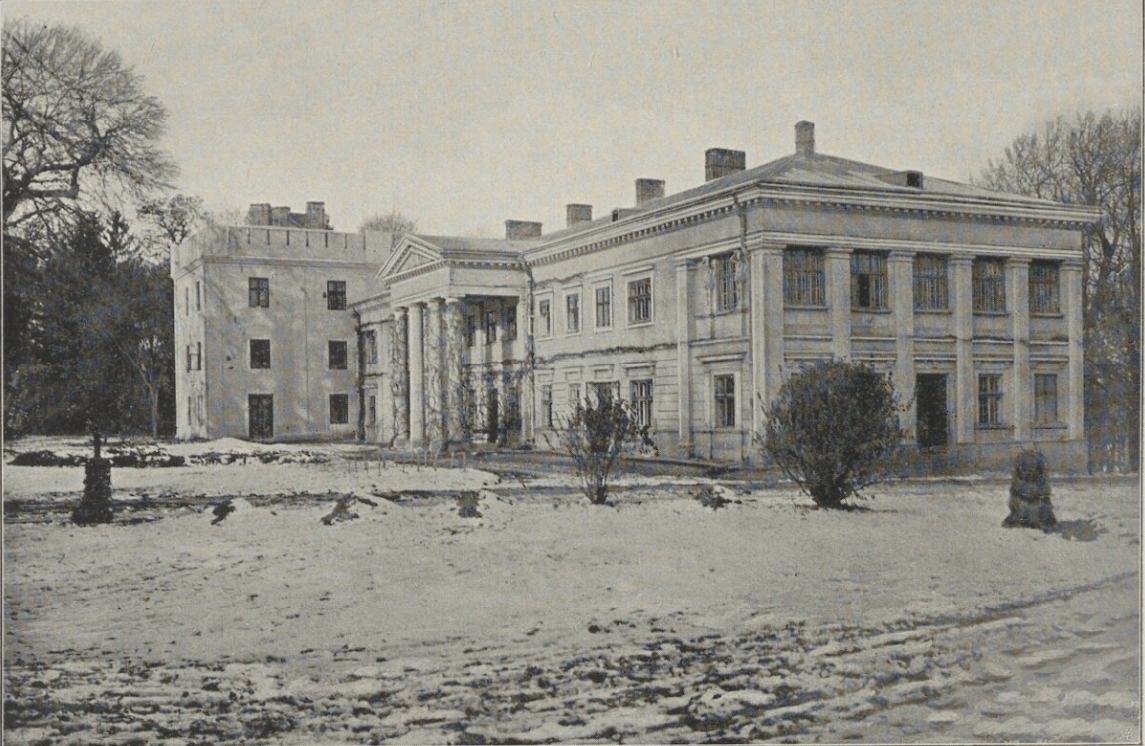
Палац в Баличах

Дитинство провів у Новому Поршечі. Він начався в гімназії в Одесі. Після смерті батька він перейняв Дунаєвецький ключ, нині Дунаївці, придбаний ним у 1850 році у Вінцента Красіньського на Поділлі.
У 1874 році він купив у Генріка Лачінського, який раніше належав до сімейства Дрогойовських, маєток Баличі в перемишлянській землі (нині Баличі в мостиському районі), в 1892 році — маєток Адама Сапіга в Глибокій на Буковині, а потім — Мальчовичі поблизу Перемишля.
Скібнєвський був знаним фермером і заводчиком. Він обіймав численні почесні функції. У 1881 році єпископ Перемишля Мацей Гіршлер надав йому — з повноваження папи Лева XIII — привілей приватної каплиці. В останнє десятиліття свого життя він був обраний віце-президентом сільськогосподарського банку у Львові.

## Родина
Від шлюбу з Ольгою, народженою Дідушицькою, дочкою Олександра Дідушицького — члена Ради Австро-Угорщини та Галицького сейму — у нього було десять дітей:
- Доміцеля (1865—1880),
- Антоній (1866—1943) за Ельжбетою Бельською,
- Олександр (1868—1942) за Зофією Городинською,
- Вікторія (1872—1873),
- Анеля (1873—1944) за Леоном Городиським,
- Тадеуш (1874—1883),
- Людвік (1876—1962) за Феліцією Дебіцькою,
- Стефан-Леон (1878—1942),
- Домінік-Маріуш (1881—1939),
- Владислав (1884—1939) за Анною Дідушицькою